# Faster Pussycat
Faster Pussycat ist eine 1985 gegründete US-amerikanische Glam-Metal-Band aus Los Angeles, Kalifornien.

## Geschichte
Faster Pussycat wurde von Taime Downe während der Zeit des Glam Metal in den 1980er Jahren gegründet. Neben Downe gab es noch die Mitglieder Greg Steele und Brent Muscat. Der Name leitete sich vom Russ-Meyer-Film Faster, Pussycat! Kill! Kill! ab. 1993 löste sich die Gruppe auf, da Taime Downe sich dem Industrial Rock zuwandte und die Band The Newlydeads formte.
2001 sammelte sich die ursprünglichen Mitglieder Taime Downe, Brent Muscat und Greg Steele sowie die Musiker von Newlydeads Xristian Simon, Danny Nordahl und Chad Stewart wieder zur Pussycat-Formation.

## Diskografie

### Studioalben
| Jahr | Titel                  | Höchstplatzierung, Gesamtwochen, AuszeichnungChartplatzierungen (Jahr, Titel, Platzierungen, Wochen, Auszeichnungen, Anmerkungen) | Höchstplatzierung, Gesamtwochen, AuszeichnungChartplatzierungen (Jahr, Titel, Platzierungen, Wochen, Auszeichnungen, Anmerkungen) | Anmerkungen                          |
| Jahr | Titel                  | UK | US | Anmerkungen                          |
| ---- | ---------------------- | --- | --- | ------------------------------------ |
| 1987 | Faster Pussycat        | — | US97 (35 Wo.)US | Erstveröffentlichung: 7. Juli 1987   |
| 1989 | Wake Me When It’s Over | UK35 (2 Wo.)UK | US48 Gold · (41 Wo.)US | Erstveröffentlichung: 18. April 1989 |
| 1992 | Whipped!               | UK58 (1 Wo.)UK | US90 (4 Wo.)US | Erstveröffentlichung: 4. August 1992 |

Weitere Veröffentlichungen
- 1990: Live and Rare
- 1992: Belted, Buckled and Booted
- 2001: Between the Valley of the Ultra Pussy
- 2003: Greatest Hits: Faster Pussycat
- 2006: The Power and the Glory Hole
- 2009: Front Row for the Donkey Show

### Singles
| Jahr | Titel Album                          | Höchstplatzierung, Gesamtwochen, AuszeichnungChartplatzierungen (Jahr, Titel, Album, Platzierungen, Wochen, Auszeichnungen, Anmerkungen) | Höchstplatzierung, Gesamtwochen, AuszeichnungChartplatzierungen (Jahr, Titel, Album, Platzierungen, Wochen, Auszeichnungen, Anmerkungen) | Anmerkungen                          |
| Jahr | Titel Album                          | UK | US | Anmerkungen                          |
| ---- | ------------------------------------ | --- | --- | ------------------------------------ |
| 1989 | House of Pain Wake Me When It’s Over | — | US28 (21 Wo.)US | Erstveröffentlichung: September 1989 |